# Joachim Heinrich Campe
Joachim Heinrich Campe (29. června 1746 Deensen, blízko Holzmindenu – 22. října 1818 Braunschweig) byl německý spisovatel, učitel, jazykovědec a lexikograf.

## Biografie
Působil jako domácí učitel v rodině von Humboldtů, kde krátce od r. 1775 vyučoval bratry Wilhelma a Alexandra. Bezprostředně po bouřích v souvislosti s pádem Bastily odcestoval v červenci 1789 do Paříže, kam ho doprovázel právě Wilhelm von Humboldt. Campe je jedním z těch, kdo představoval úzké spojení mezi francouzskou a pruskou reformou vzdělání. Zabýval se reformou německé školské soustavy.

## Jazykový purismus
Jako zastánce jazykového purismu v němčině vytvořil Campe německé překlady pro přibližně 11 500 cizích slov. Přibližně 300 Campeových novotvarů se dodnes užívá, např.:

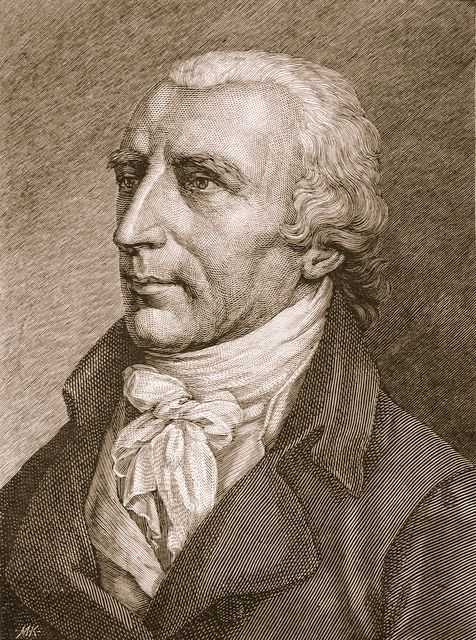
Joachim Heinrich Campe

- altertümlich (antik)
- Erdgeschoss (Parterre)
- Esslust (Appetit)
- Feingefühl (Takt)
- fortschrittlich (progressiv)Joachim Heinrich Campe
- herkömmlich (konventionell)
- Hochschule (Universität)
- Lehrgang (Kursus)
- Randbemerkung (Glosse)
- Streitgespräch (Debatte)
- tatsächlich (faktisch)
- Voraussage (Prophezeiung)
- Wust (Chaos)
- Zerrbild (Karikatur)